# Методистская церковь Фиджи и Ротома
Методистская церковь Фиджи и Ротома — крупнейшая христианская конфессия на островах Фиджи. К ней принадлежат 36,2 % населения страны, в том числе 66,6 % коренных жителей (по данным переписи 1996 года). На 1996 год методистов на Фиджи насчитывалось 280 628. Из них 261 972 человека — коренные фиджийцы, 5432 — фиджи-индийцы, 13 224 — представители других этносов. Церковь играет большую роль на Фиджи. По последним данным, численность прихожан церкви составляла 212 860 человек.

## Устройство
Церковь возглавляет президент (священник со стажем не менее 10 лет), избираемый на конференции. Срок его полномочий — не более трёх лет. Сейчас эту должность занимает Тевита Навадра Банивануа. Церковь насчитывает 2860 приходов, возглавляемых 430 пасторами. Церковь разделена на 338 округов и 56 дивизионов.

## История
Христианство появилось на Фиджи в 1830 году благодаря таитянским миссионерам. В дальнейшем миссионерскую работу на островах вели австралийские и тонганские проповедники. Переход в христианство множества вождей, например будущего короля Фиджи Такомбау, способствовал обращению значительной части коренного населения.
В 1879 году началась активная индийская миграция на Фиджи. В 1892 году открылась Индийская миссия на островах.
В 1964 году Методистская церковь Фиджи стала самостоятельной. В 1976 году она вошла в состав Всемирного совета церквей, затем в Тихоокеанскую конференцию церквей и Всемирный методистский совет.
В 2006 году церковь резко выступила против государственного переворота на Фиджи и призвала восстановить демократический режим правления. в прошлом Методистская церковь Фиджи и Ротома подогревала антииндуистские настроения и призывала к установлению теократии.